# المكتبة البديرية
المكتبة البديرية هي أحد المكتبات التاريخية في مدينة القدس. تأسست من قبل الشيخ محمد بن بدير محمد بن محمود بن حبيش (1747 – 1805).  تأسست المكتبة في القرن التاسع عشر ميلادي وكانت بدايتها مجموعة مخطوطات حصلها الشيخ محمد بن بدير من القرن الثامن عشر بالإضافة إلى ما جمع ابناؤه واحفاده من مخطوطات وضموها إلى المكتبة. المخطوطات تنوعت بمخطوطات خطت بخط اليد ومنها ما هو مزخرف بماء الذهب واخرى طبعت طباعة الحجر واخرى. أضاف أفراد عائلة البديري المكلفين بالعناية بالمكتبة كتب متنوعة اللغات وجرائد ومعظم مواضيعها تتعلق بالقدس خاصة وفلسطين بشكل عام.  ضمت المكتبة أكثر من الف ومائتي مخطوط ولكن جراء النكبات الفلسطينية تم اغلاق المكتبة  لحقبة طويلة من الزمن (ثمانين سنة).

## موقع المكتبة
تقع المكتبة داخل أسوار القدس القديمة بالقرب من باب الناظر، الطابق الأرضي أمام المدرسة المنجكية. وكانت تعرف قديما بالمدرسة الوفائية.

## تاريخ المكتبة
اقتنى الشيخ محمد بن بدير منزله بالقرب من المسجد الاقصى وجدد المنزل وأسسه وجعل الطابق الارضي منه مكان لعقد حلقات الدروس للطلبة العلم في المسجد الأقصى وجمع فيه المخطوطات وكتب العلم.
اشترى الشيخ محمد ابن بدير البيت الملاصق للحرم القدس الشريف (مكان تأسيس المكتبة) والذي كان يسمى بالمدرسة الوفائية وقديما كان يطلق عليه دار معاوية بن ابي سفيان حيث نزل فيه معاوية بن أبي سفيان.
وقع اختيار الشيخ محمد بن بدير لتأسيس المكان ليصبح مكتبة نظرا لتعليمه عدد من الطلبة وإرادته بتقديم المزيد من العلم والفقه لهم.
بعد تأسيس المكتبة وجمع المخطوطات وكتب العلم فيها أوقف الشيخ محمد بن بدير المكتبة وكل ما يملك على أولاده، وهكذا أصبحت المكتبة بمسؤولية أبناء وأحفاد عائلة الشيخ.

## محتويات المكتبة
تحتوي المكتبة على مخطوطات وكتب مطبوعة (طباعة حجر) ووثائق واعداد من الجرائد القديمة وكتب حديثة موضوعها القدس خاصة وفلسطين عامة،  ولكن أثر النكبات الفلسطينية والاحتلال اضطر القيم على المكتبة لإغلاقها حقبة من الزمن، فأقفلت المكتبة ثمانين عاما ابان بداية الانتداب البريطاني حتى إعادة فتحها وترميمها عام 2003 من قبل الأحفاد. تم اغلاق المكتبة خوفا من الاستيلاء عليها. وبعد إعادة فتحها عادت المكتبة لإكمال واجبها الثقافي بنشر العلم والفقه كما كان وما زال هدف الشيخ محمد بن بدير وافراد عائلته.
محتوى بعض الكتب والمخطوطات يدور حول اللغة والتاريخ والسياسة والثقافة وأنظمة الدولة العثمانية. والمعظم المضاف لاحقا من قبل باقي أفراد العائلة عبر الزمن يتمحور حول القدس وتاريخها. بالإضافة إلى المجلات العربية التي اضافها الاحفاد والأبناء. وعلاوة على المخطوطات والكتب والمجلات، تضم المكتبة رسائل ومعلومات ومراسلات عن افراد العائلة.

### فهرس مخطوطات المكتبة البديرية
اهتم خضر سلامة بإقامة فهرس للمكتبة التي لم تحتوي على فهرس حتى سنة 1987 م، فقام خضر سلامة بفهرسة المخطوطات والكتب (باستثناء الصحف والمجلات فهي غير مفهرسة ومضافة حديثا) حسب السنين الهجرية وموضوعاتها المتنوعة مثل: التصوف،  الادب والشعر العربي،  اللغة والبلاغة، التاريخ، الرياضيات، الطب والمنطق والمزيد من المواضيع المختلفة.

## إدارة المكتبة البديرية
بعد وفاة محمد بن بدير قام أبناؤه بتولي زمام أمور المكتبة واهتموا بشؤونها وتم نقل هذا الإرث إدارة المكتبة للأجيال من نسله حتى أحفاده ويتولى اليوم إدارة المكتبة افراد من عائلة البديري وهم عادل البديري وراغب البديري وشيماء البديري جميعهم يتخذون المسؤولية حيال إدارة المكتبة وخدماتها وتطويرها.